# Alenia G.222
El Aeritalia G.222 (anteriormente Fiat Aviazione, más tarde Alenia Aeronautica) es un avión STOL de transporte militar de tamaño medio fabricado en Italia por Aeritalia. Originalmente fue desarrollado para cumplir una especificación de la OTAN, pero inicialmente Italia fue el único miembro de la OTAN que adoptó el modelo. Estados Unidos adquirió un pequeño número de aviones G.222, que fueron designados como C-27A Spartan. El C-27J Spartan es un desarrollo más moderno que incluye los motores y sistemas del C-130J Super Hercules.

## Desarrollo

### Orígenes
En 1962, la OTAN emitió una especificación para un avión de transporte V/STOL (Requisito 4 de las Fuerzas Militares de la OTAN), capaz de apoyar a cazas V/STOL dispersos. El equipo de diseño de Fiat, dirigido por Giuseppe Gabrielli, produjo un diseño para cumplir con este requisito, designado G.222; iba a estar propulsado por dos motores turbohélice Rolls-Royce Dart y por seis a ocho motores de sustentación Rolls-Royce RB162 para otorgar la capacidad VTOL. Según Aeritalia, la designación G.222 se deriva de la primera letra del diseñador jefe de la aeronave; el primer '2' se refiere a la disposición bimotora, y el '22' final se refiere al Requerimiento Militar Básico 22 de la OTAN revisado al que se había presentado.
Ninguna de las propuestas resultó en un contrato de producción; sin embargo, la Fuerza Aérea Italiana (AMI), que en ese momento estaba buscando un reemplazo para el Fairchild C-119 Flying Boxcar, vio que la propuesta de Fiat Aviazione tenía méritos, y realizó un pedido de dos prototipos y un fuselaje de pruebas en tierra en 1968. El G.222 fue rediseñado sustancialmente desde la propuesta a la OTAN, los motores de sustentación V/STOL se omitieron por completo y los motores Dart convencionales fueron reemplazados por un par de General Electric T64; la cola de doble botalón incluida en el concepto V/STOL también fue eliminada y reemplazada por una configuración de cola única más convencional; consecuentemente, la nueva aeronave no tenía capacidad V/STOL, pero retenía unas prestaciones considerables de despegue/aterrizaje cortos (STOL).
El 18 de julio de 1970, el primer prototipo realizó el vuelo inaugural del avión, con el piloto de pruebas Vittorio Sanseverino en los controles. A finales de abril de 1971, el prototipo había realizado un total de 22 vuelos y acumulado 50 horas de vuelo, durante las cuales se afirmó que sus prestaciones estaban muy cerca de las predicciones. En diciembre de 1971, la Fuerza Aérea italiana, que había realizado un encargo provisional del modelo en desarrollo, comenzó formalmente a evaluar el G.222 y el rendimiento de los dos prototipos en servicio. Tras un exitoso período de pruebas, se emitió un contrato de la AMI por 44 aviones a Aeritalia (de la cual Fiat Aviazione se había convertido en parte). En diciembre de 1975, el primer avión de producción realizó su primer vuelo. En abril de 1978, este mismo avión entró formalmente en servicio con la AMI. Desde su introducción por la AMI, el G.222 fue adquirido como avión de transporte táctico por varios clientes internacionales, incluidos Argentina, Nigeria, Somalia, Venezuela y Tailandia.
En diciembre de 1978, Aeritalia decidió transferir el ensamblaje final del G.222 de Turín a Nápoles, momento en el que se habían obtenido un total de 44 pedidos en firme para el modelo y se estaba fabricando un avión al mes. La fabricación del G.222 se dividió entre varias compañías; la construcción del fuselaje se realizó en Nápoles, la sección central del ala fue producida por Piaggio, los paneles del ala fueron hechos por Macchi, las superficies de la cola fueron construidas por SIAI-Marchetti, las góndolas del motor por IAM y los motores T64 fueron fabricados bajo licencia por Alfa Romeo y Fiat.

### Desarrollos
En 1977, Libia solicitó la compra de 20 G.222, solicitud que fue vetada por el Gobierno federal de los Estados Unidos, que había impuesto un embargo sobre armas y equipos militares a Libia, que incluía los motores T64 del G.222. Para evitar esta restricción, Aeritalia desarrolló una versión del G.222 propulsada por el motor Rolls-Royce Tyne y otros equipos suministrados por Estados Unidos fueron reemplazados por equivalentes europeos; el más potente motor Tyne también proporcionaba a esta variante con unas prestaciones superiores en zonas "caliente y alto". La provisión de motores alternativos fue vista por Aeritalia como una medida para ampliar el atractivo general del G.222; el motor Tyne también poseía un mayor potencial de crecimiento que el motor T64. En mayo de 1980, el primer G.222 equipado con el motor Tyne realizó su primer vuelo. Libia realizó un pedido de 20 aviones con motor Tyne con entregas que comenzaron en 1980.
Para extender la vida útil operativa efectiva del modelo, algunos operadores han llevado a cabo extensos programas de actualización del G.222. Tras las misiones humanitarias italianas en Bosnia y Somalia, la AMI comenzó en 1996 a llevar a cabo un importante programa de actualización en su flota de G.222; las modificaciones incluyeron cambios en la iluminación de la cabina para la compatibilidad con las gafas de visión nocturna para permitir operaciones nocturnas, aumento de las capacidades de autodefensa de la aeronave, nuevos sistemas de comunicaciones y navegación y la eliminación de equipos obsoletos. En julio de 2005, la Fuerza Aérea de Nigeria firmó un contrato de 74,5 millones de dólares con Alenia Aeronautica para la renovación de un total de cinco G.222, así como la compra de un G.222 de la AMI retirado.
En 1990, la Fuerza Aérea de los Estados Unidos seleccionó el G.222 como la base del Rapid-Response Intra-Theater Airlifter (Transporte Aéreo de Intra-Teatro de Respuesta Rápida, RRITA). Operado bajo la designación C-27A Spartan, diez G.222 se compraron y se sometieron a actualizaciones de aviónica por parte de Chrysler Aerospace. Estos aviones estaban estacionados en Howard AFB, Panamá. La USAF luego eliminaría su flota de C-27A, en parte debido a las cambiantes prioridades entre el Ejército y la Fuerza Aérea, y en parte debido a la inminente introducción de una variante más nueva, la Alenia C-27J Spartan.

## Diseño
El G.222 es un avión de transporte militar táctico de doble turbohélice y está diseñado para ser capaz de transportar equipos o tropas en zonas de combate y operar con un apoyo mínimo en tierra. Los primeros aviones de producción fueron equipados exclusivamente con el motor turbohélice General Electric T64-GE-P4D; el Rolls-Royce Tyne, construido bajo licencia, se puso a disposición como motor alternativo para el modelo desde 1980 en adelante, mientras que el Allison T56 fue otro motor propuesto. Debido a características como los flaps doblemente ranurados, los frenos apilados y las hélices reversibles, el G.222 posee excelentes capacidades de aterrizaje corto y puede aterrizar en tan solo 1800 pies. Fue diseñado para integrarse con el Lockheed C-130 Hercules más grande y común.
La plataforma de carga del G.222 puede transportar hasta 9000 kg (19 840 lb) de carga, o alternativamente hasta 53 soldados, o 32 paracaidistas, o un máximo de 36 camillas con seis médicos asistentes en capacidad de evacuación médica. La plataforma de carga tiene una rampa trasera grande, que permite la carga de mercancías y vehículos paletizados, así como puertas corredizas a ambos lados del fuselaje, que pueden utilizarse para desplegar paracaidistas. Varios equipos de misión especial basados en palés podrían instalarse fácilmente para mejorar las capacidades de la aeronave en diversas tareas, como transporte VIP, patrulla marítima, extinción de incendios y funciones de calibración; este equipo también podría ser retirado rápidamente para que los aviones fueran devueltos a las misiones de transporte convencionales. Para facilitar la carga de una amplia gama de cargas, la altura del tren de aterrizaje puede ser controlada manualmente.
En parte debido a los requisitos de mantenimiento austero del G.222 y a su capacidad para operar desde pistas de aterrizaje cortas no preparadas en regiones remotas, se le ha usado mucho en la realización de varias misiones humanitarias en África, Asia Oriental, Europa y América Central.
La cabina del piloto proporciona una excelente visibilidad externa para los pilotos; la mayoría de los controles clave están ubicados centralmente entre los dos pilotos, lo que permite que un solo piloto pueda volar la aeronave en ciertas circunstancias. El G.222 estándar está equipado con varios productos de aviónica, como un radar Doppler montado en el morro, computadoras de navegación, sistemas de radio y un piloto automático fabricado por Rockwell Collins. Se instalaron equipos receptores electrónicos y hasta diez consolas de control en varios G.222 para realizar misiones de reconocimiento electrónico. Algunas aeronaves estaban equipadas con sondas aéreas de reabastecimiento de combustible y equipo asociado. Algunos G.222 italianos han sido equipados con una suite de autoprotección, que utiliza múltiples formas de sensores para advertir contra amenazas identificadas; esta suite también incluye varias contramedidas, como los dispensadores de chaff y bengalas.

## Historia operacional
En 1978, el 98º Grupo de la 46.ª Ala Aérea de Transporte se convirtió en el primer escuadrón de la Fuerza Aérea Italiana en recibir el G.222. El modelo adquirió rápidamente capacidad de apoyo, no solo a la Fuerza Aérea italiana, sino también a tareas de protección humanitaria y civil.
El G.222 ha entrado en servicio considerablemente en operaciones de socorro aéreo y suministro militar. Desde 1979 en adelante, Italia, junto con otras naciones occidentales, proporcionó considerable ayuda militar a Somalia; parte de la contribución italiana fue de cuatro G.222. En 1982, tres G.222 del Ejército Argentino estuvieron operativos durante la Guerra de las Malvinas, y participaron en la logística de las Fuerzas Armadas argentinas. En 1983, una sola unidad G.222 de la Fuerza Aérea Italiana fue equipada para realizar tareas de extinción de incendios, junto con un C-130 existente en el mismo papel.
El 3 de septiembre de 1992, un G.222 de la Fuerza Aérea Italiana fue derribado cuando se acercaba al aeródromo de Sarajevo, mientras dirigía una misión de socorro de las Naciones Unidas. Se estrelló a 18 millas (29 km) del campo de aviación; una misión de rescate de la OTAN fue abortada cuando 2 helicópteros CH-53 fueron atacados con armas pequeñas. Se determinó que la causa del accidente fue un misil tierra-aire, pero no quedó claro quién lo disparó. Todos a bordo, cuatro tripulantes italianos y cuatro pasajeros franceses, murieron en el accidente.
En noviembre de 1999, la Fuerza Aérea Italiana realizó un pedido inicial de doce aeronaves de nueva construcción de un derivado del G.222 actualizado, designado como el C-27J, como un reemplazo para sus G.222 existentes. En diciembre de 2002, Alenia Aermacchi acordó comprar un total de 39 G.222 que anteriormente habían sido operados por las Fuerzas Aéreas Italianas en virtud de un acuerdo de intercambio como parte de la compra acordada por los C-27J. En 2005, la Fuerza Aérea Italiana comenzó la retirada gradual de su flota de G.222. Varios de los antiguos G.222 de la Fuerza Aérea Italiana han sido restaurados a las condiciones operativas y revendidos por Alenia Aermacchi; la Fuerza Aérea de Nigeria se convirtió en el primer cliente de estos aviones reacondicionados.
En septiembre de 2008, Alenia North America recibió un contrato de la USAF para modernizar y restaurar 18 G.222, para ser transferidos y utilizados por la Fuerza Aérea de Afganistán. Se instaló protección balística, adaptaciones para servir en las condiciones de Afganistán y muchos nuevos sistemas de aviónica, incluido un piloto automático digital; también se configuraron dos aeronaves para tareas de transporte VIP. El 28 de abril de 2010, los dos primeros G.222S recientemente entregados a la Fuerza Aérea de Afganistán hicieron su primera exhibición pública durante el Día de la Victoria sobre los Mujahideen. En enero de 2013, la USAF decidió no renovar el contrato de apoyo a la flota afgana debido a problemas de servicio reclamados y dificultades operativas; Alenia respondió, afirmando que la flota estaba excediendo los requisitos establecidos por la USAF, con 10-12 aeronaves disponibles para operaciones en comparación con el requisito de seis.
Los 16 G.222 entregados a Afganistán fueron desechados en el verano de 2014 por la Agencia de Logística de Defensa. Después de que los Estados Unidos gastara 486 millones de dólares en comprar 20 C-27A, 16 se vendieron como chatarra a una empresa de construcción afgana por aproximadamente 32 000 dólares; se informó que los aviones fueron desguazados "para minimizar el impacto en la reducción de las fuerzas estadounidenses en Afganistán". Los cuatro aviones restantes se almacenan en la Base Aérea Ramstein, Alemania, con los Estados Unidos buscando otros compradores interesados. De enero a septiembre de 2012, la flota de C-27A afgana voló solo 234 de las 4500 horas requeridas.

## Variantes
G.222TCM
Designación inicial, dos prototipos para la Fuerza Aérea Italiana.
G.222A
Versión estándar de transporte para la Fuerza Aérea Italiana.
G.222RM (Radiomisura, radio calibración)
Aviones de radio calibración.
G.222SAA (Sistema Aeronautico Antincendio, sistema aeronáutico de extinción de incendios)
Versión de lucha contraincendios equipado para lanzar agua o retardante químico. Cuatro construidos para la Fuerza Aérea Italiana.
G.222T
Versión propulsada por motores Rolls-Royce Tyne para la Fuerza Aérea Libia. A veces designados G.222L.
G.222VS (Versione Speciale, versión especial)
Versión ECM, dos construidos para la Fuerza Aérea Italiana. A veces designados como G.222GE.
C-27A Spartan
Diez G.222 comprados por la Fuerza Aérea de los Estados Unidos.
C-27J Spartan
Ver Alenia C-27J Spartan.

## Operadores

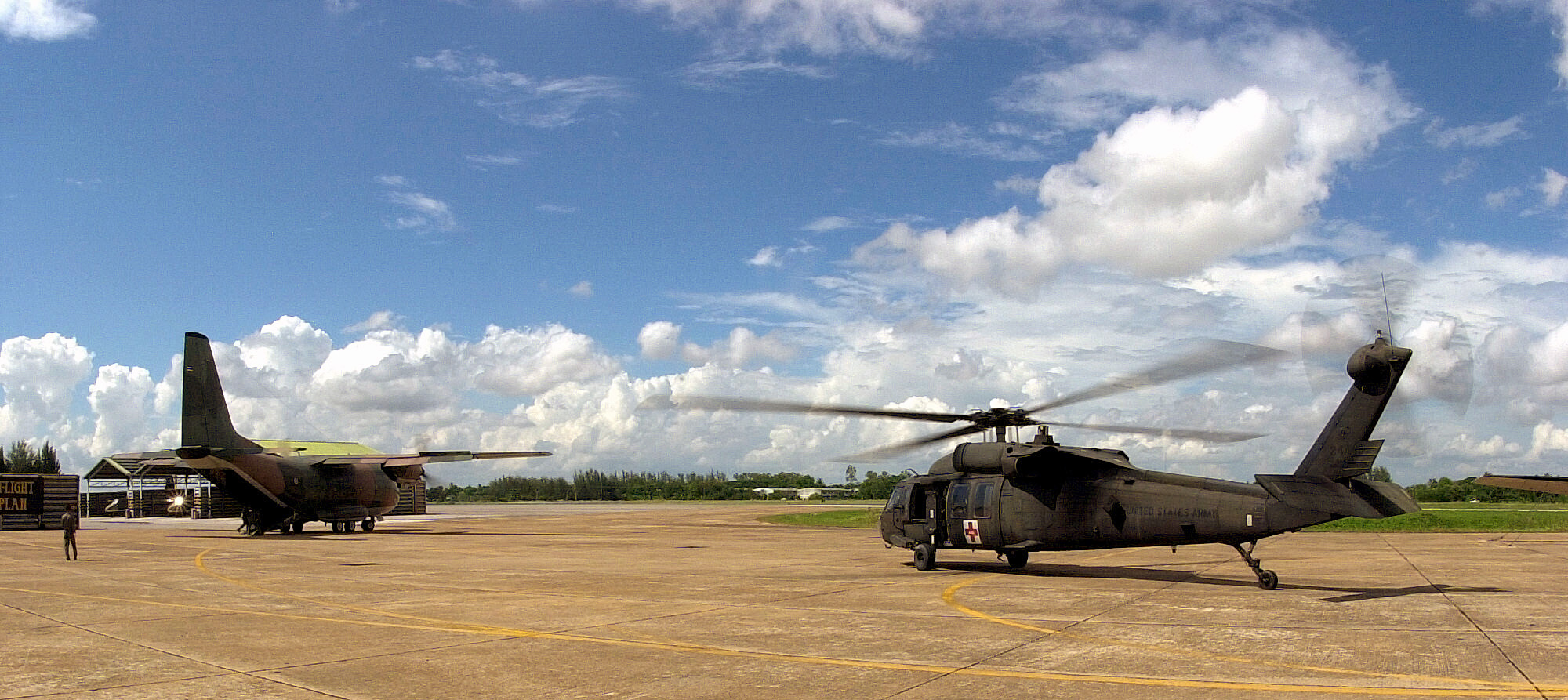
Un G.222 de la Real Fuerza Aérea de Tailandia durante un ejercicio de evacuación de emergencia con un helicóptero UH-60Q Black Hawk MEDEVAC del Ejército de los Estados Unidos.

### Actuales
Nigeria
- Fuerza Aérea Nigeriana: recibió 5 aviones durante 1984-85. Alenia Aeronautica modernizó estos aviones. 1 avión ex-Fuerza Aérea italiana ordenado en 2008.

 Somalia
- Cuerpo Aéreo Somalí: recibió 4 aviones.

 Túnez
- Fuerza Aérea Tunecina: ordenó 5 aviones, nunca entregados.[42]

### Antiguos
Afganistán
- Fuerza Aérea Afgana: recibió varios G.222 de la Fuerza Aérea Italiana bajo contrato de la USAF.[43] Tras modernizaciones realizadas por Alenia, las entregas comenzaron en 2009. En diciembre de 2012, 16 aviones habían sido entregados; la USAF canceló el contrato más tarde debido a la ausencia de apoyo de mantenimiento por parte de Alenia[39][44] y los desguazó en el verano de 2014.[40]

 Argentina
- Aviación del Ejército Argentino: poseía 3 aviones.[45] Todos retirados en diciembre de 2015.[46]

 Estados Unidos
- Fuerza Aérea de los Estados Unidos: operó 10 C-27A (1990-99).
- Departamento de Estado de los Estados Unidos: 4 C-27A ex-USAF utilizados en tareas de transporte en apoyo de actividades antidroga en Sudamérica, principalmente en Colombia.

 Italia
- Fuerza Aérea Italiana: operó 56 aviones (44 G.222A, 4 G.222RM, 4 G.222SAA, 2 G.222TCM y 2 G.222VS). Retirados oficialmente en septiembre de 2005, pero al menos 1 avión G.222VS permanece en servicio.[47][48]

 Libia
- Fuerza Aérea Libia: operó 20 aviones.[9] En 2004, se informó que todos habían sido vendidos a una compañía privada.[49]

 Perú
- Policía Nacional del Perú

 Tailandia
- Real Fuerza Aérea Tailandesa: operó 6 aviones; retirados en 2010.[50]

 Emiratos Árabes Unidos
- Dubai: poseía 1 avión.

 Venezuela
- Aviación Militar Bolivariana: 6 aviones.
- Ejército Bolivariano: 2 aviones.

## Especificaciones

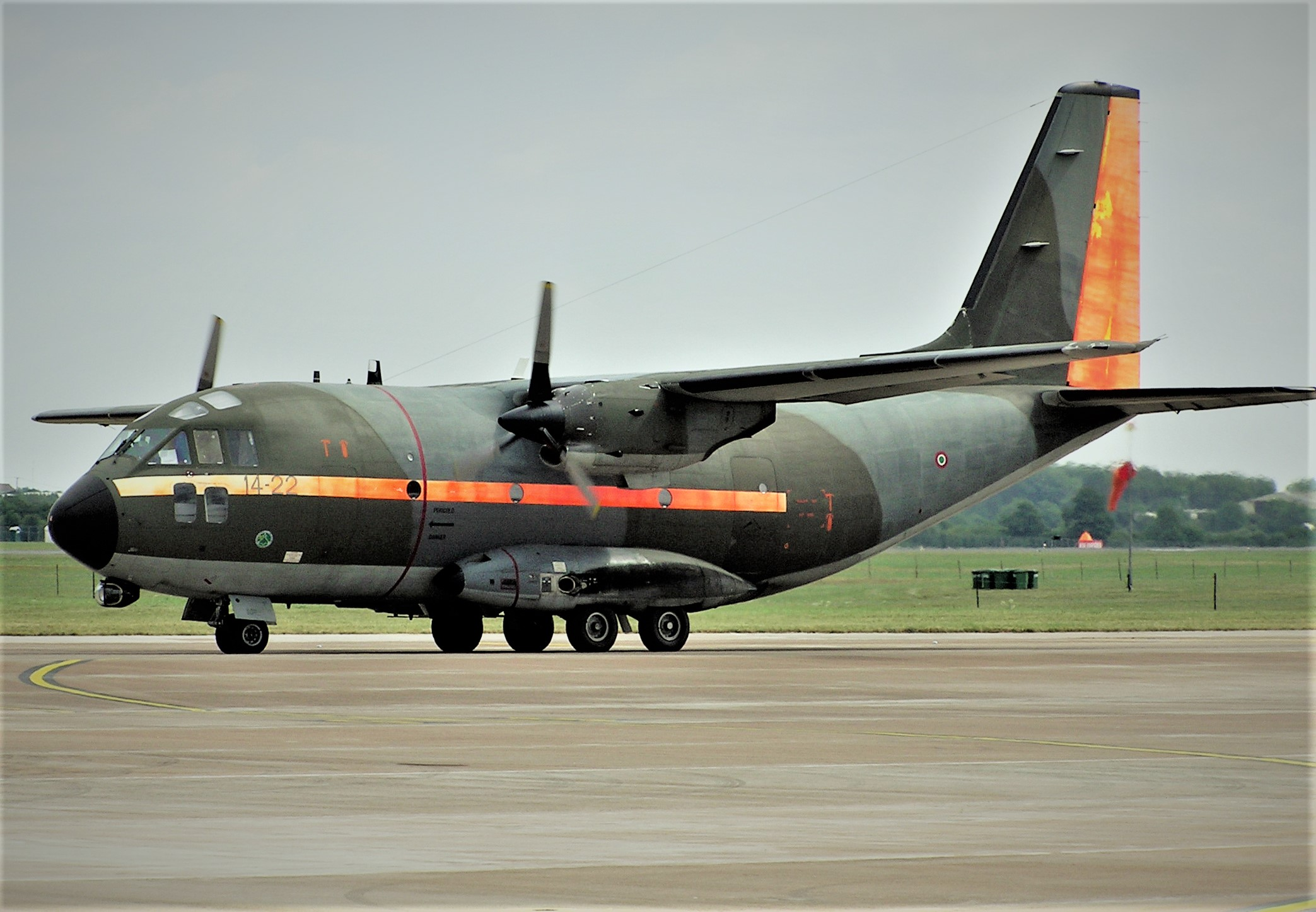
Alenia G.222RM de la Fuerza Aérea Italiana.

### Características generales
- Tripulación: Tres
- Capacidad: 

  - 44 soldados/32 paracaidistas o
  - 36 literas
- Carga: 5500 kg (12 122 lb)
- Longitud: 22,7 m (74,5 ft)
- Envergadura: 28,7 m (94,2 ft)
- Altura: 9,8 m (32,2 ft)
- Peso vacío: 11 900 kg (26 227,6 lb)
- Peso máximo al despegue: 31 800 kg (70 087,2 lb)
- Planta motriz: 2× turbohélice General Electric T64-GE-P4D (construidos por Fiat).
  - Potencia: 2535 kW (3495 HP; 3447 CV) cada uno.
- Hélices: 1× Tripala Hamilton Standard por motor.

### Rendimiento
- Velocidad máxima operativa (Vno): 540 km/h (336 MPH; 292 kt)
- Alcance: 4685 km (2530 nmi; 2911 mi)
- Techo de vuelo: 7620 m (25 000 ft)
- Régimen de ascenso: 9 m/s (1772 ft/min)
- Carga alar: 191 kg/m² (39,1 lb/ft²)
- Potencia/peso: 330 W/kg

## Aeronaves relacionadas

### Desarrollos relacionados
- C-27J Spartan

### Aeronaves similares
- De Havilland Canada DHC-5 Buffalo
- Transall C-160
- Antonov An-26
- Antonov An-72

### Secuencias de designación
- Secuencia G._ (serie Gabrielli de Fiat): ← G.91 - G.91Y - G.212 - G.222
- Secuencia Alfanumérica de las Fuerzas Armadas italianas: ← H-206 - U-208 - H-212 - C-222 - C-228 - H-249 - T-260 →
- Secuencia C-_ (Aviones de Carga estadounidenses, 1962-presente): ← C-24 - C-25 - C-26 - C-27/J - C-28 - C-29 - C-31 →